# Посёлок 1-го отделения совхоза «Победа»
Посёлок 1-го отделе́ния совхо́за «Побе́да» — посёлок в Острогожском районе Воронежской области.
Входит в состав Гниловского сельского поселения.

## Население
| 2000 | 2005 | 2010 |
| ---- | ---- | ---- |
| 387  | ↘364 | ↘347 |

## Улицы
В посёлке имеется две улицы — Звёздная и Победы.

## Инфраструктура
В посёлке действует Побединская основная общеобразовательная школа.